# ملانی بوث
ملانی بوث (انگلیسی: Melanie Booth؛ زادهٔ ۲۴ اوت ۱۹۸۴) بازیکن فوتبال اهل کانادا است.
از باشگاه‌هایی که در آن بازی کرده‌است می‌توان به اسکای بلو اف‌سی اشاره کرد.
وی همچنین در تیم‌های ملی فوتبال Canada women's national under-20 soccer team و زنان کانادا بازی کرده‌است.